# Orphella coronata
Orphella coronata är en svampart som beskrevs av L. Léger & M. Gauthier 1931. Orphella coronata ingår i släktet Orphella och familjen Legeriomycetaceae.   Inga underarter finns listade i Catalogue of Life.